# 昆都仑召站
昆都仑召站，位于中华人民共和国內蒙古自治區包头市昆都仑区，是包环铁路、包白铁路上的火车站，建于1954年，由呼和浩特铁路局管辖。

## 車站周邊
- 昆都仑河

## 歷史
- 建于1954年。